# Meuschenia trachylepis
Meuschenia trachylepis is een  straalvinnige vissensoort uit de familie van vijlvissen (Monacanthidae). De wetenschappelijke naam van de soort is voor het eerst geldig gepubliceerd in 1870 door Günther.